# Dziady

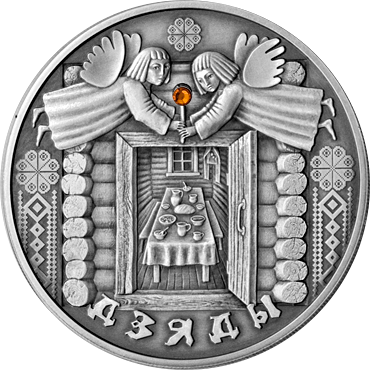
Đồng xu"Dziady"20 rúp của Bêlarut

Dziady là một ngày lễ Slav cổ đại tưởng niệm tổ tiên đã chết. Từ trong tiếng Ba Lan, Bêlarut và Ucraina có nghĩa là"ông tổ"và đôi khi được dịch sang tiếng Anh là Đêm tổ tiên.
Lễ kỷ niệm diễn ra hai lần mỗi năm (vào mùa xuân và mùa thu), nhưng ngày nay nó thường được tổ chức vào khoảng cuối tháng 10. Trong bữa tiệc, người Slav thực hiện những lời cầu nguyện và ăn những bữa ăn nghi lễ, để ăn mừng sự sống và linh hồn của những người đi trước đã gia nhập dziady sau khi trời tối.
Ở Ba Lan, truyền thống đã được thay thế bởi ngày lễ Christian Zaduszki  nhưng lễ kỷ niệm Dziady ban đầu vẫn tiếp tục giữa Rodnovery.
Tại Bêlarut, Dziady (tiếng Pháp) thường diễn ra vào ngày thứ bảy cuối cùng trước ngày Thánh Dmitry, vào cuối tháng 10/đầu tháng 11 (Dźmitreuskija dziady, St. Dmitry's Dziady). Ngoài ra còn có Ngày Ba Ngôi Dziady, Shrovetide Dziady và một số ngày khác. Ngày nay, nó được tổ chức vào ngày 2 tháng 11 
Người Litva và người Latinh có một ngày lễ tương tự, được gọi là Ilgės hoặc Veļu laiks. Nó có nguồn gốc từ thời Pagan giáo , và khác một chút so với Slavic Dziady.
Năm 1988, Mặt trận Bình dân Bêlarut (BPF) mới thành lập đã khởi xướng sự hồi sinh của truyền thống tại Bêlarut. Ngoài ra, vào ngày này, một cuộc mít tinh đến Kurapaty ở ngoại ô Minsk được tổ chức, để tưởng nhớ các nạn nhân của sự đàn áp chính trị của Liên Xô. Chính quyền cộng sản của đất nước lúc đó phản đối mạnh mẽ sáng kiến này. BPF và các phong trào khác ở Belarus đã tiếp tục truyền thống.

## Trong văn học
Phần lớn phần thứ hai của bộ kịc thơ của Adam Mickiewicz, Dziady (xuất bản năm 1823) mô tả ngày lễ Dziady được tổ chức tại nơi hiện là Bêlarut và phổ biến ở Ruthenia và Litva trong thời kỳ thịnh vượng chung của Ba Lan Litva.